# Gasthausstraße 39 (Mönchengladbach)

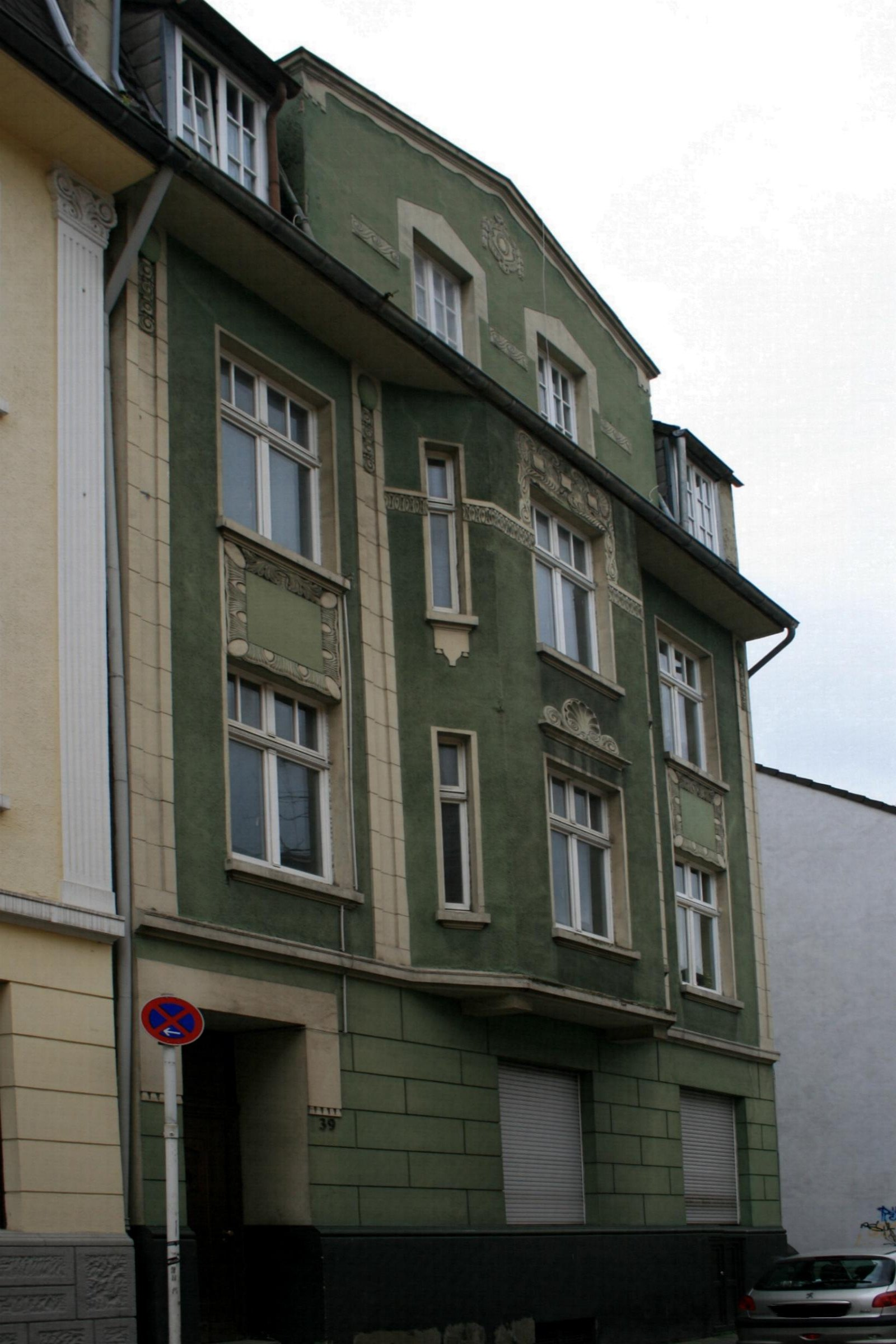
Wohnhaus (2010)

Das Wohnhaus Gasthausstraße 39 steht in Mönchengladbach (Nordrhein-Westfalen) im Stadtteil Gladbach.
Das Gebäude wurde um die Jahrhundertwende erbaut. Es ist unter Nr. G 033 am 15. Dezember 1987 in die Denkmalliste der Stadt Mönchengladbach eingetragen worden.

## Architektur
Die Gasthausstraße liegt innerhalb des historischen Stadtkerns unmittelbar am Ring der alten Stadtmauer. Das Haus Nr. 39 ist das letzte einer weitgehend intakten historistischen Häusergruppe der Nummern 27, 31, 33, 35, und 37.
Das Objekt wurde um die Jahrhundertwende errichtet. Es ist ein Traufenhaus von drei Geschossen mit ausgebautem Satteldach.